# مسرح أوبرا يريفان
مسرح أوبرا يريفان أو المسرح الأرميني القومي الأكاديمي للأوبرا والباليه الذي يحمل اسم ألكسندر سبنداريان (الأرمينية: Սպենդիարյանի անվան օպերայի և բալետի ազգային ակադեմիական թատրոն) هو مسرح في مدينة يريفان في أرمينيا افتتح رسميا في 20 يناير 1933، بأداء ألكساندر أداء أوبرالي للموسيقار الكسندر سبيندياريان. تم تصميم مبنى الأوبرا من قبل المهندس المعماري الأرميني ألكسندر تامانيان.
يتكون المسرح من قاعتين للحفلات الموسيقية: قاعة الحفلات ارام هاتشتوريان بمعدل 1400 مقعد ومسرح الأوبرا والباليه الوطني الكسندر سبيندياريان بمعدل 1200 مقعد.

## معرض صور

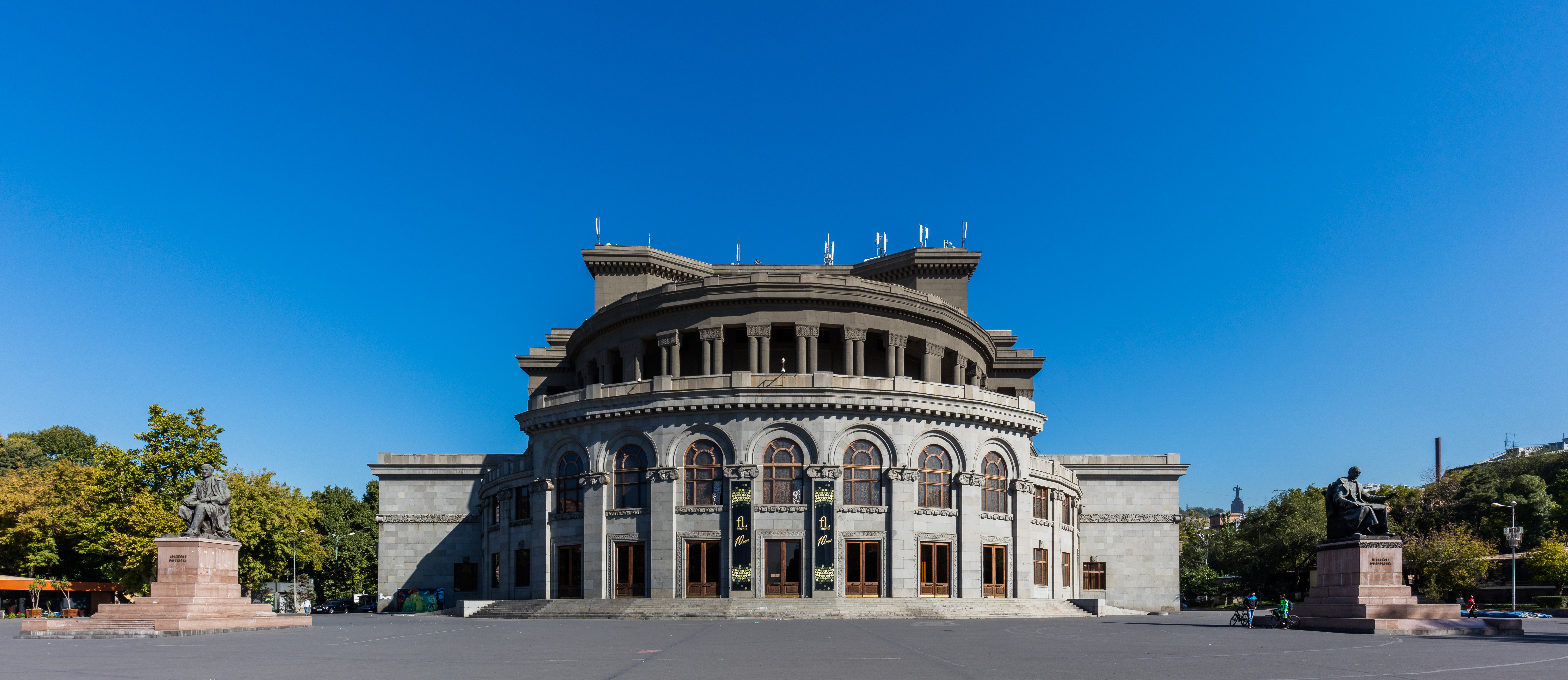
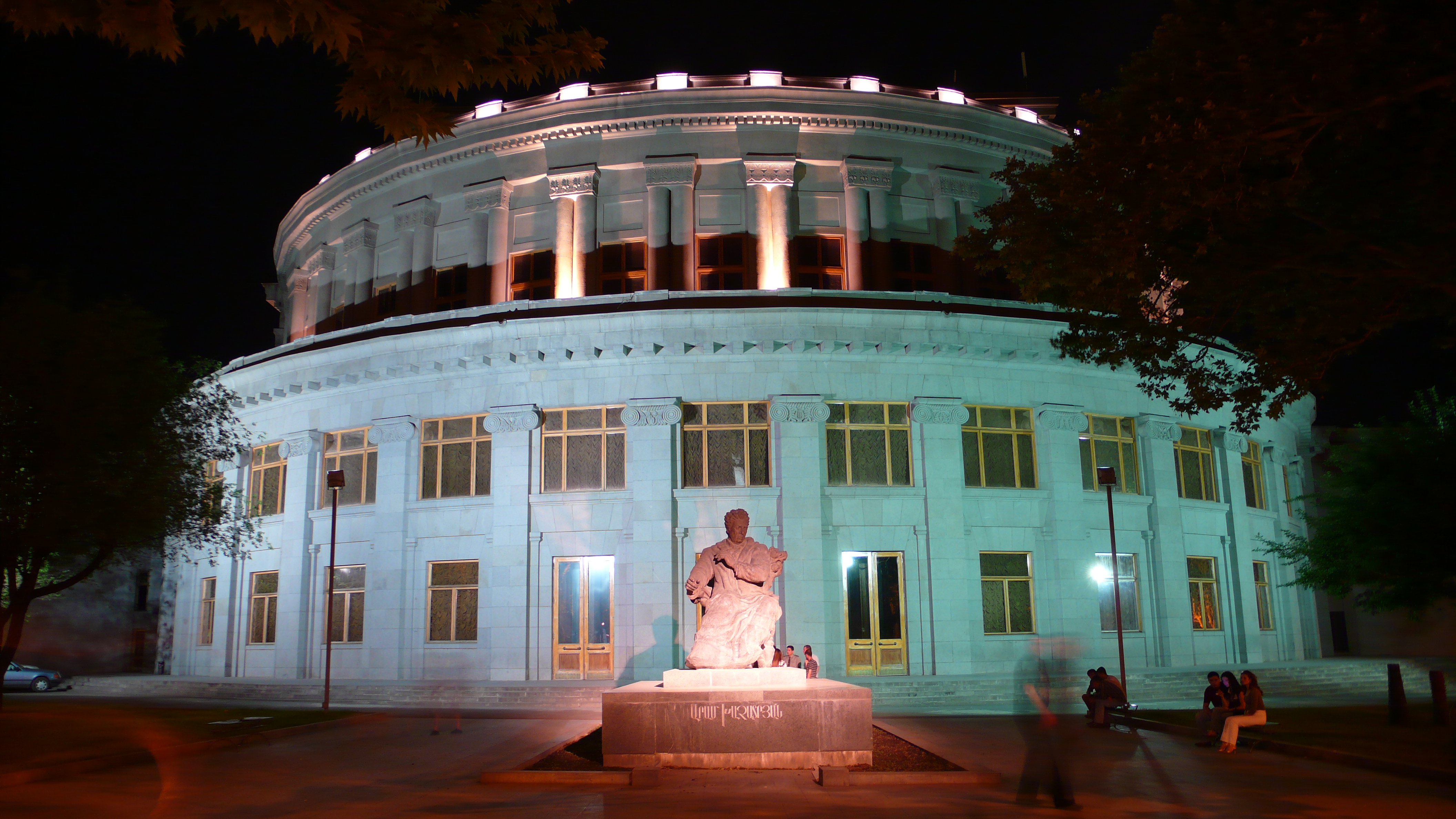
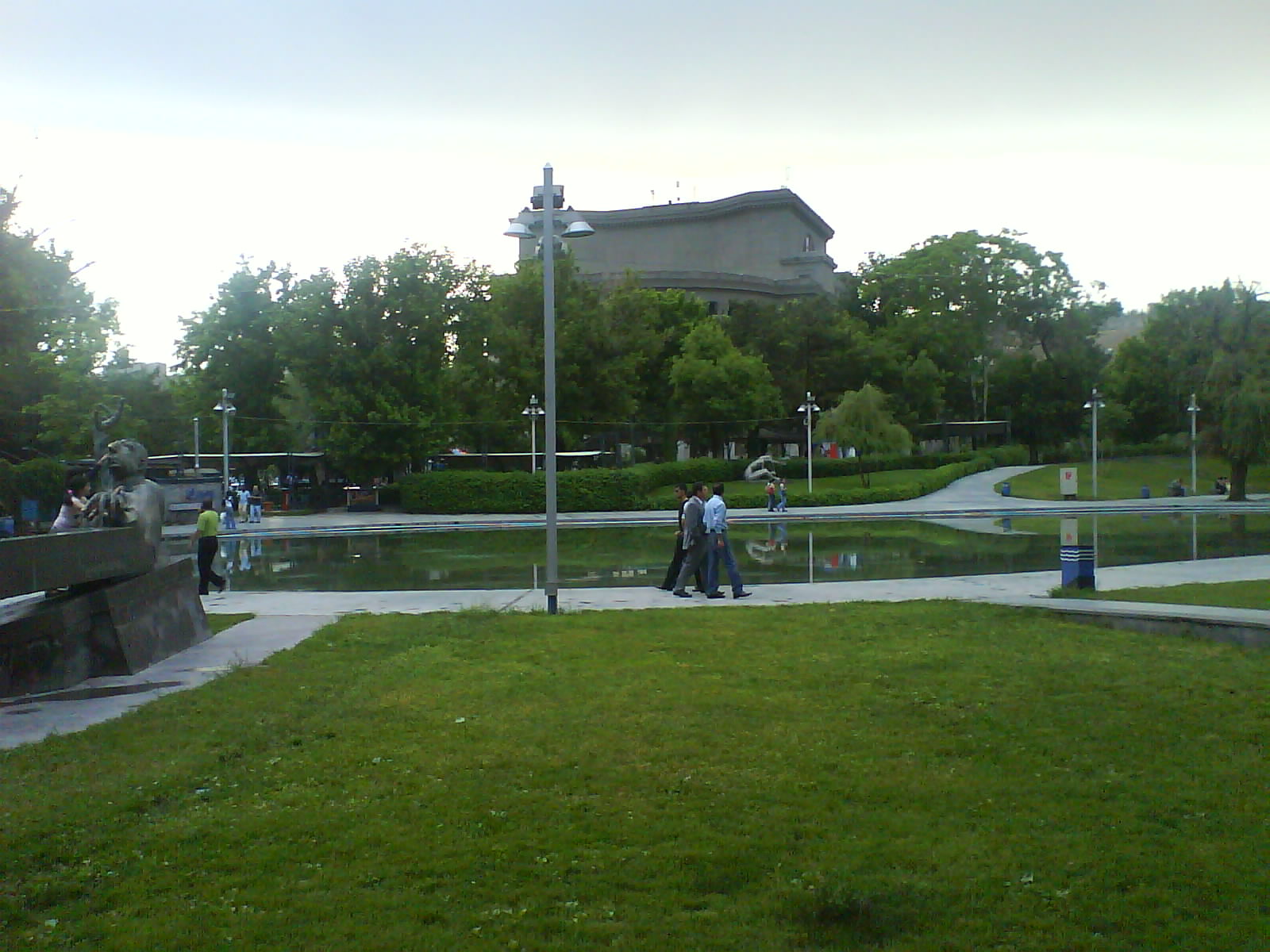
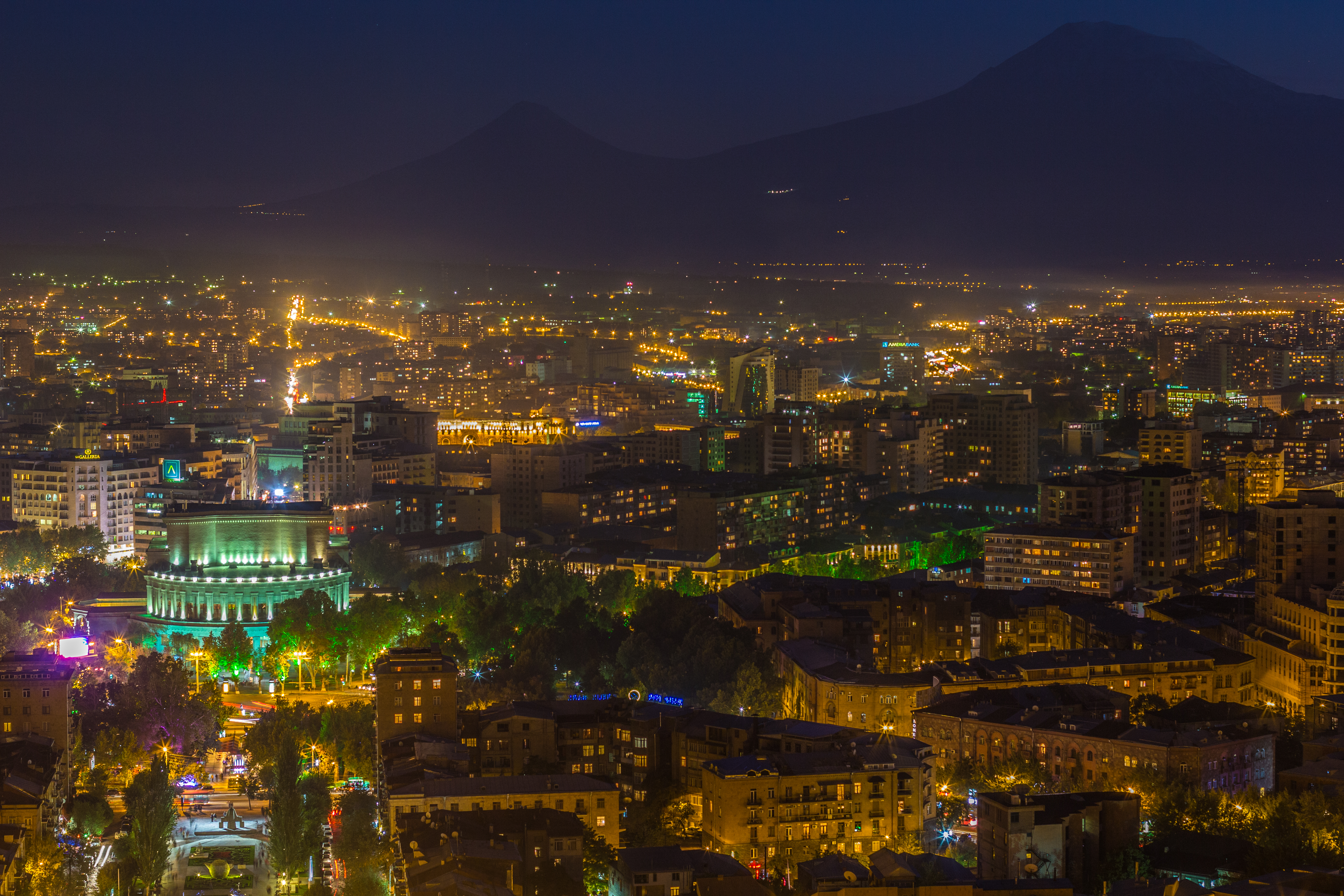
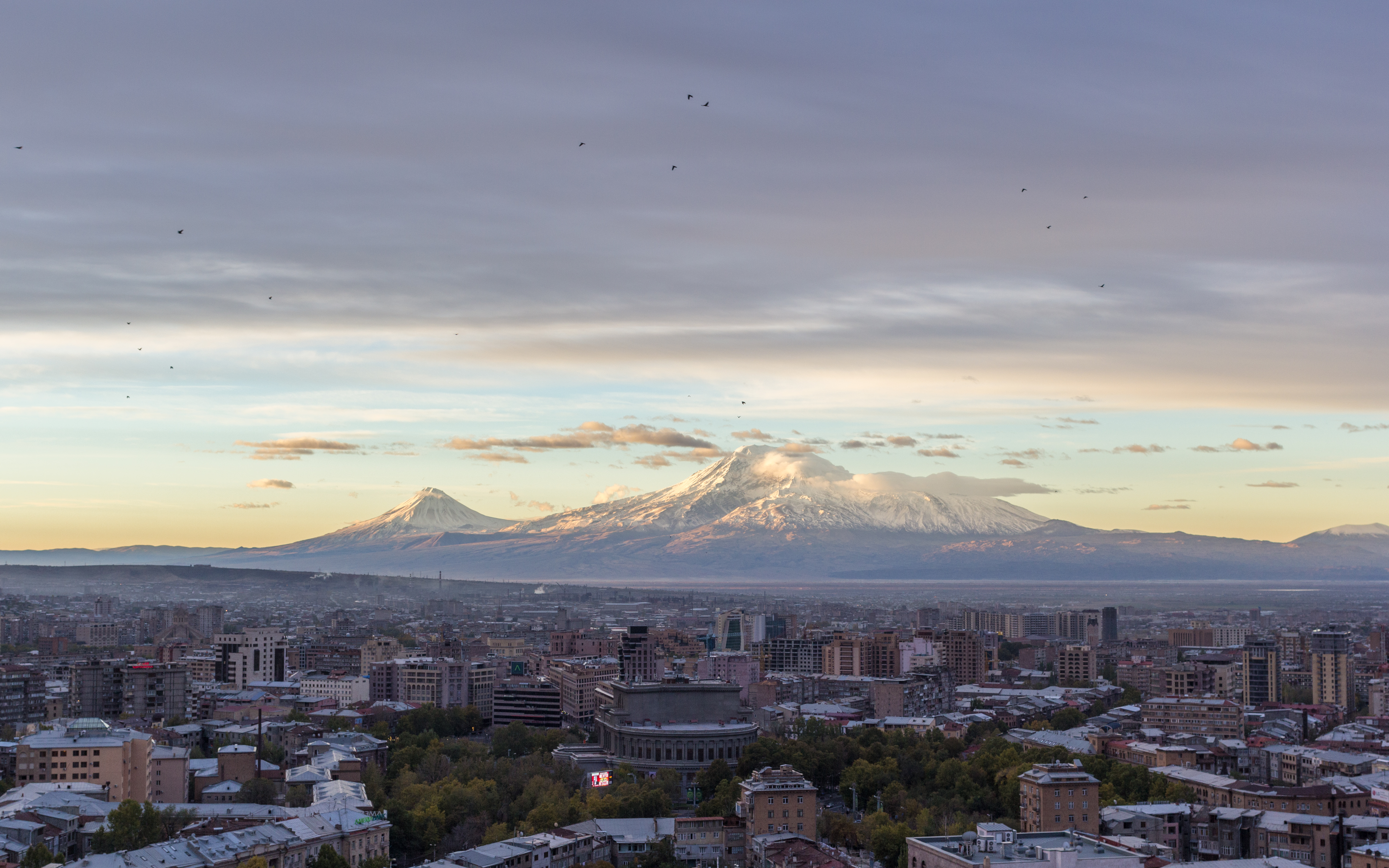